# Artogne
Artogne é uma comuna italiana da região da Lombardia, província de Bréscia, com cerca de 3.135 habitantes. Estende-se por uma área de 21 km², tendo uma densidade populacional de 149 hab/km². Faz fronteira com Bovegno, Darfo Boario Terme, Gianico, Pezzaze, Pian Camuno, Pisogne, Rogno (BG).

## Demografia
| Variação demográfica do município entre 1861 e 2011                               |
|                                                                                   |
| Fonte: Istituto Nazionale di Statistica (ISTAT) - Elaboração gráfica da Wikipedia |